# مايرون دبليو. كروجر
مايرون دبليو. كروجر (بالإنجليزية: Myron W. Krueger)‏ هو عالم حاسوب أمريكي، ولد في 1942 في إنديانا في الولايات المتحدة.

## وصلات خارجية
- مايرون دبليو. كروجر على موقع الموسوعة البريطانية (الإنجليزية)